# تفاعل إيفانوف
تفاعل ايفانوف هو عبارة عن تفاعل كيميائي للأنيونات الثنايئة (الإنديولات) لأريل أحماض الخليك (كواشف ايفانوف) مع الإلكتروفيلات، بالدرجة الأولى مركبات الكربونيل أو الأيزوسيانات. وقد سُمي هذا التفاعل باسم عالم الكيمياء العضوية البلغاري الأكاديمي ديميتار ايفانوف، الذي اكتشفه.
وتتفاعل كواشف ايفانوف (للأنيوناتت الثنائية لأريل أحماض الخليك) مع العديد من الإلكتروفيلات، بما في ذلك الألدهيدات، الكيتونات، الأيزوسيانات وهاليدات الألكيل. ولا يتم نزع مجموعة الكربوكسيل عادة بصورة تلقائية من الناتج، ولكن من الممكن مع بعض الكواشف.
ومن المعروف أن تفاعل ايفانوف يحدث خلال المرحلة الانتقالية لنموذج زيمرمان- تراكسلر.  وقد بحث توليك وآخرون معدلات التفاعل وحركيته.